# این به آن در (فرهنگ عامه)

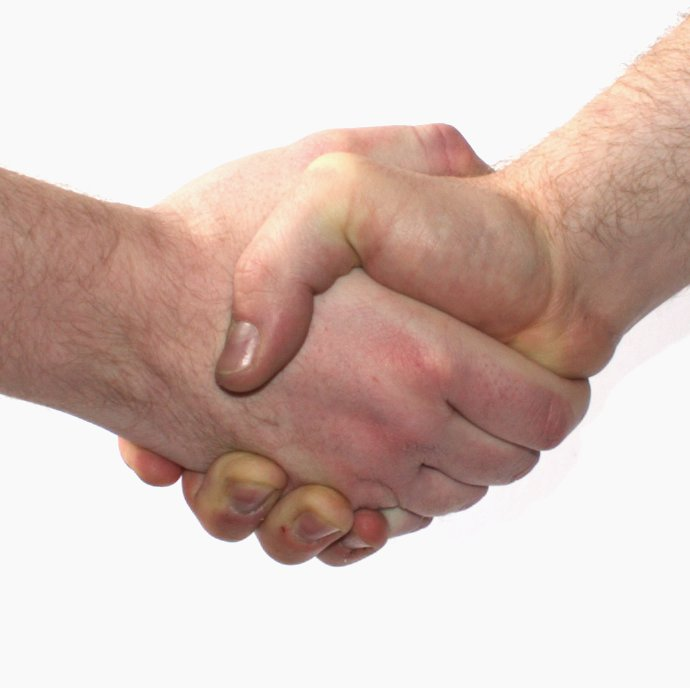
در فرهنگ‌های تجاری غربی، دست دادن هنگام ملاقات با کسی، نشانه‌ای از همکاری اولیه است.

تیت فور تت (به انگلیسی: Tit for tat) در زبان انگلیسی به معنی ارتباط معادل یا این به آن در است که یک نظریه بسیار مؤثر تئوری بازی‌ها در دوراهی زندانی است.

## استفاده در دنیای واقعی

### بیت‌تورنت
نمونه استفاده از تیت فور تت، در سرویس اشتراک فایل بیت‌تورنت است. به گونه‌ای که هر کاربر به همان مقدار می‌تواند از دیگر کاربران دانلود کند که آپلود می‌کند زیرا اگر این‌گونه نباشد، کاربران سرعت آپلود خود را کم می‌کنند.

### جنگ
در زمان جنگ جهانی اول، تیت فور تت به عنوان یک استراتژی پرهیز از خشونت به عنوان زندگی کن و بگذار دیگران هم زندگی کنند، استفاده می‌شد به گونه‌ای که اگر تک تیر انداز یکی از طرفین سربازی در طرف دیگر را مورد هدف قرار می‌داد، طرف مقابل هم انتظار از دست دادن یک از نیروهایش را داشت و این امر را منطقی می‌دانست.